# Orden de San Patricio

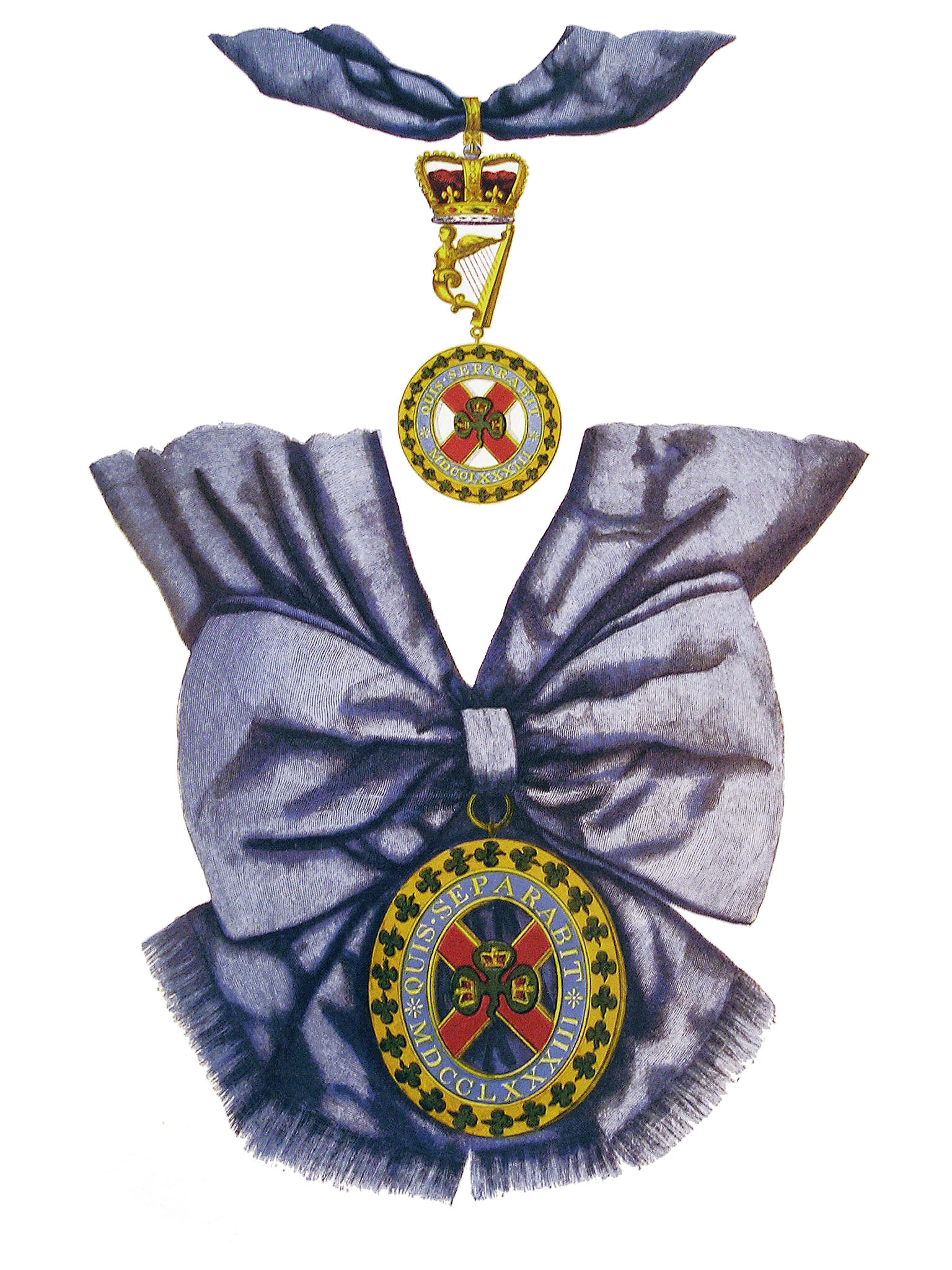
La Medalla de la Orden.

La Ilustrísima Orden de San Patricio (en inglés The Most Illustrious Order of Saint Patrick) es una orden de códigos de caballería británica asociada con Irlanda. Fue creada en 1783 por Jorge III, pero el nombramiento regular de caballeros de San Patricio duró hasta 1922, cuando la mayor parte de Irlanda se convirtió en independiente como el Estado Libre Irlandés. Aunque la orden sigue existiendo técnicamente, nadie ha sido nombrado caballero de San Patricio desde 1936, y el último caballero, el príncipe Enrique, duque de Gloucester, murió en 1974. El rey, sin embargo, permanece como soberano de la Orden, y un oficial, el rey de armas de Úlster (ahora combinado con el rey de armas de Norroy), también sobrevive.
San Patricio es el patrón de la orden, y su eslogan es Quis separabit?, «¿Quién nos separará?», una alusión a la traducción Vulgata de Romanos 8:35, «¿Quién nos separará del amor de Cristo?».
La mayoría de las órdenes de caballería británicas cubren el Reino entero, pero cada una de las tres mayores pertenece sólo a una nación constituyente. La Orden de San Patricio, perteneciente a Irlanda, es la menor de estas tres en precedencia y edad. Su equivalente en Inglaterra es la Orden Más Noble de la Liga, la orden de caballería más antigua del Reino Unido, que data de mediados del siglo XIV. En Escocia está la Más Antigua y Más Noble Orden del Cardo, que data, en su forma moderna, de 1687.
La Orden ganó cobertura internacional en 1907, cuando sus insignias, conocidas como las Joyas de la Corona Irlandesa, fueron robadas del Castillo de Dublín poco antes de una visita del Soberano de la Orden, el Rey Eduardo VII. Su paradero sigue siendo un misterio.

## Historia

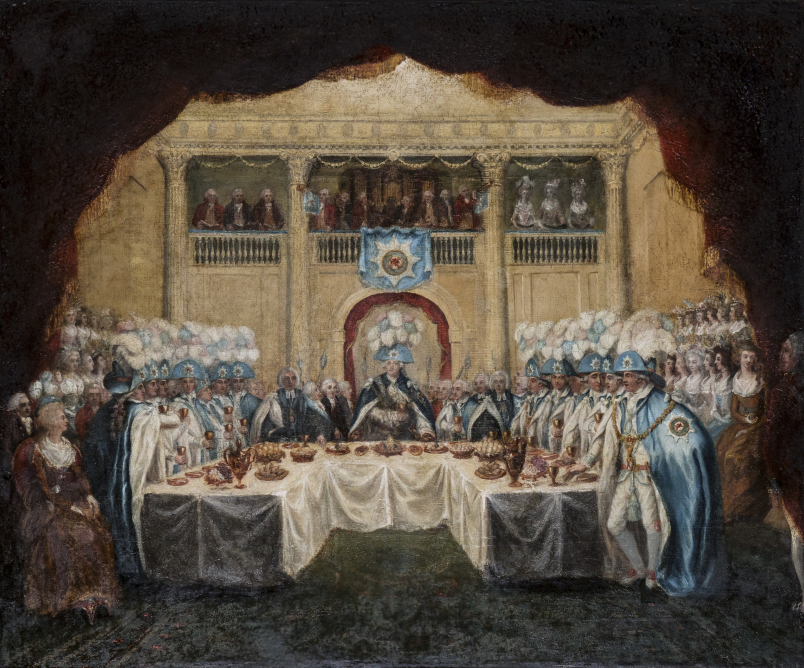
La cena de instalación para la fundación de la Orden que tuvo lugar el 17 de marzo de 1783 en el Gran Salón del Castillo de Dublín.

### Fundación
La Orden fue fundada en 1783, un año después de la concesión de una autonomía substancial a Irlanda, como forma de recompensa (u obtención) de apoyo político a la Corona británica en el Parlamento Irlandés. La Orden del Baño, fundada en 1725, había sido instituida por razones similares. Los estatutos de la Orden limitaban la pertenencia a ella a aquellos hombres que fueran caballeros y señores, esto último definido por tener tres generaciones de «nobleza» (es decir ancestros que tenían derecho a escudo de armas) en ambas ascendencias, paterna y materna. En la práctica, sin embargo, sólo los nobles de Irlanda (y ocasionalmente algún príncipe extranjero) fueron alguna vez galardonados con la Orden. La cruz de San Patricio (un aspa roja sobre fondo blanco) fue elegida como uno de los símbolos de la Orden. Una bandera con este diseño se usó semi-oficialmente para representar a Irlanda desde esa época hasta el Acta de Unión en 1800, cuando fue incorporada a la Union Flag.

### República
El Consejo Ejecutivo Irlandés a cargo de W.T. Cosgrave decidió no continuar designando aspirantes para la Orden cuando el Estado Libre Irlandés abandonó el Reino Unido en 1922. Desde entonces, sólo tres personas han sido galardonadas con la Orden, todos miembros de la Familia Real Británica. El entonces Príncipe de Gales (el futuro rey Eduardo VIII y luego Duque de Windsor) fue nombrado caballero en 1927 y sus hermanos más jóvenes, Enrique, Duque de Gloucester en 1934 y Alberto, Duque de York (luego Jorge VI) en 1936. El Duque de Gloucester a su muerte en 1974 era el último miembro de la Orden. Sin embargo, ésta nunca ha sido suprimida y su restablecimiento se ha discutido en el gobierno irlandés en gran número de ocasiones.

### Posible restablecimiento
Winston Churchill sugirió restablecer la Orden en 1943 para reconocer los servicios del general Harold Alexander en Túnez, pero la opinión de sus ministros y funcionarios fue que sería una ofensa al equilibrio diplomático entre Londres y Dublín. Taoiseach y Sean Lemass consideraron restablecer la Orden durante los años 1960, pero no llegaron a una decisión.
Es legalmente posible que la monarquía británica restablezca la Orden de forma unilateral, pero es muy poco probable. También es posible que la Corona británica y el Gobierno Irlandés decidan restablecerla como parte de un sistema de honores anglo-irlandés. El periódico irlandés Sunday Independent publicó un artículo en julio de 2004 impulsando el restablecimiento de la Orden y su concesión de forma conjunta por el presidente irlandés y el monarca británico a individuos que se hayan distinguido en el campo de las relaciones anglo-irlandesas. Otras publicaciones también han hecho sugerencias similares.
La Constitución de Irlanda dice que «Los títulos de la nobleza no serán conferidos por el Estado» (Artículo 40.1) y que «Ningún título de nobleza o de honor puede ser aceptado por un ciudadano excepto que tenga la anterior aprobación del gobierno» (Artículo 40.2). Los expertos legales están divididos sobre si esta cláusula prohíbe la concesión de la Orden de San Patricio a los ciudadanos irlandeses, pero algunos sugieren que la frase "títulos de nobleza" implica noblezas hereditarias y otros títulos nobles, no honores en vida como el nombramiento de caballeros.

## Composición

### Miembros

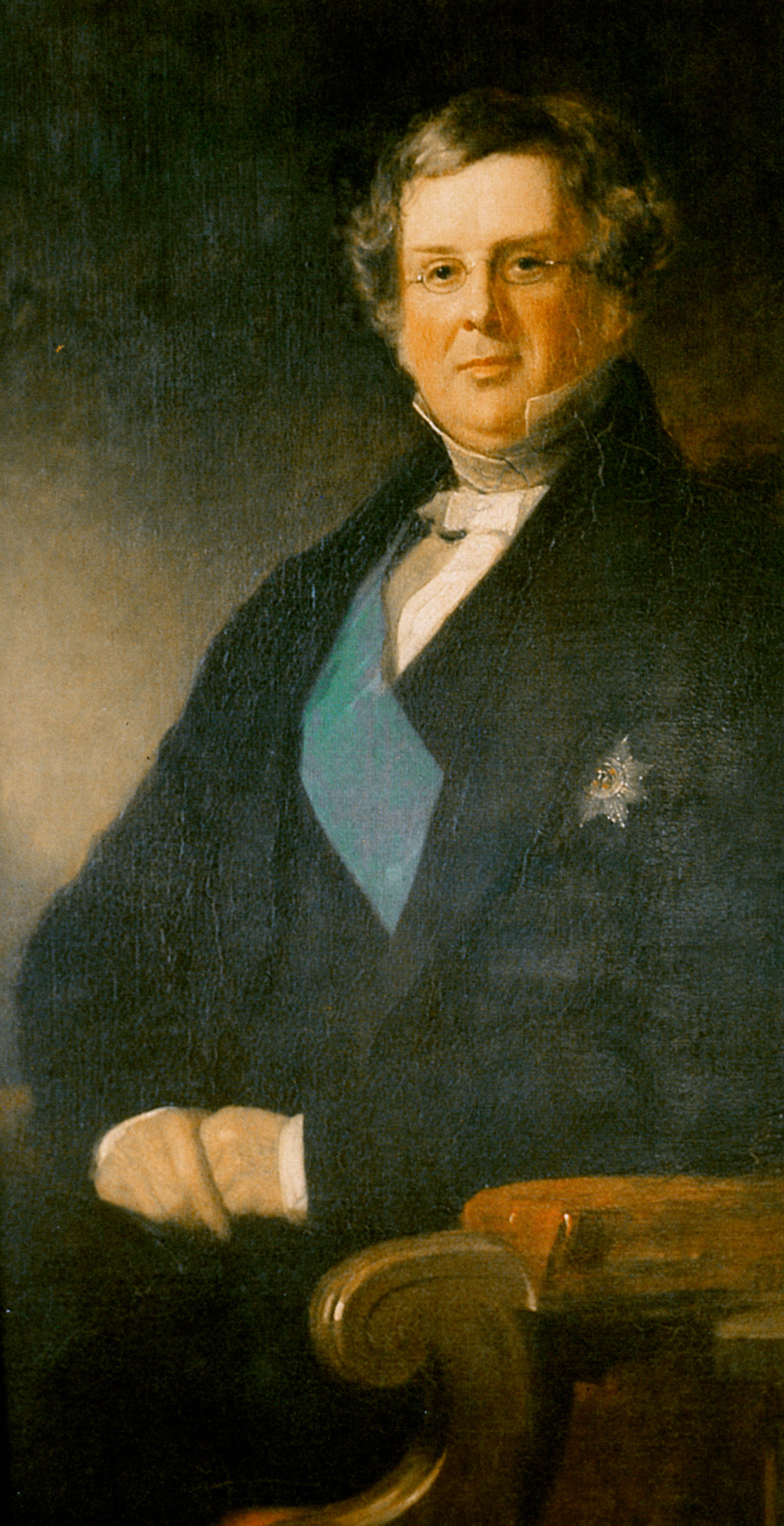
El astrónomo William Parsons, Conde de Rosse vistiendo la cinta y la estrella de la Orden.

El monarca británico es el soberano de la Orden de San Patricio, y el Señor Teniente de Irlanda, su representante en Irlanda, sirvió como Gran Maestro. El cargo del Teniente Señor fue suprimido en 1922, siendo el último Teniente Señor y Gran Maestro Edmund FitzAlan-Howard, 1.er vizconde FitzAlan de Derwent.
La Orden originalmente tenía quince caballeros además del Soberano, hasta 1821, cuando Jorge IV designó a seis caballeros adicionales, aunque no dictó ninguna Orden Real con respecto al cambio hasta 1830. Guillermo IV cambió los estatutos en 1833, incrementando el límite a veintidós caballeros.
Los estatutos originales, basados prácticamente en la Orden de la Liga, prescribían que ninguna vacante podía ser ocupada por el Soberano sin una nominación por parte de los miembros. Cada uno de éstos debía proponer a nueve candidatos, de los cuales tres tenían que tener el rango de Conde o mayor, tres el rango de Barón o mayor, y tres el rango de Caballero o mayor, quedando un voto libre. El sistema nunca llegó a ponerse en práctica, el Gran Maestro nominaba un grupo, el Soberano usualmente lo aprobaba, y una reunión del capítulo sostenía que los caballeros «habían elegido» al nuevo miembro. La Orden de San Patricio se diferenciaba de sus contrapartes inglesas y escocesas, la Liga y el Cardo, solamente en la designación de grupos y príncipes. Las mujeres nunca fueron admitidas en la Orden de San Patricio; tampoco fueron elegibles en las otras dos órdenes hasta 1987. La única mujer que perteneció a ella fue la Reina Victoria, como Soberana de la Orden. Aunque estuvo asociada a la Iglesia de Irlanda hasta 1871, varios católicos fueron miembros de la orden a lo largo de su historia.

### Oficiales
La Orden de San Patricio inicialmente tuvo trece oficiales: Prelado, Canciller, Registrador, Ujier, Secretario, Genealogista, Rey de armas, dos heraldos y cuatro persevantes. Muchos de estos cargos fueron sostenidos por los clérigos de la Iglesia de Irlanda, establecida como oficial. Tras el desestablecimiento de la Iglesia en 1871, a los eclesiásticos les fue permitido permanecer en el cargo hasta su muerte, aun cuando los cargos fueran suprimidos o reasignados a nuevos funcionarios. Todos los cargos excepto el de Registrador y el de Rey de Armas permanecen actualmente vacantes.
El cargo de Prelado era ocupado por el Arzobispo de Armagh, el clérigo mayor de la Iglesia de Irlanda. El Prelado no fue mencionado en los estatutos originales, pero se creó poco después por una autorización, aparentemente debido a que el Arzobispo había pedido ser designado al puesto. Desde la muerte del último titular en 1885, el cargo de Prelado ha permanecido vacante.
El segundo clérigo en orden de importancia, el Arzobispo de Dublín, sirvió originalmente como Canciller de la Orden. Desde 1886 hacia delante, el cargo fue ocupado por el Jefe de Secretaría de Irlanda hasta su desaparición en 1922; desde entonces el puesto de Canciller ha permanecido vacante.
El Decano de la Catedral de San Patricio de Dublín fue originalmente el Registrador de la Orden. En 1890, tras la muerte del Decano que había mantenido el puesto durante el desestablecimiento, el cargo fue unido al Rey de Armas de la Orden y asignado al Rey de Armas de Úlster, principal funcionario heráldico de Irlanda, un puesto creado en 1552. En 1943, fue dividido en dos, reflejando la partición de Irlanda en el Acta de Gobierno de 1920. El cargo, a medida que se relacionaba con Irlanda del Norte, fue asignado al Rey de Armas de Norroy (el cual tuvo una jurisdicción heráldica en el norte de Inglaterra). Este cargo de Rey de Armas de Norroy y Úlster aún existe, al igual que el Registrador y el Rey de Armas de la Orden de San Patricio. A medida que su relación con el Estado Libre Irlandés (ahora República de Irlanda) fue creciendo, el oficio de Rey de Armas de Úlster se convirtió en el de Jefe Heraldo de Irlanda.
La Orden de San Patricio tuvo otros seis oficiales, muchos más que cualquier otra orden británica. Los dos heraldos fueron conocidos como Heraldo de Cork y Heraldo de Dublín. Tres de los cuatro aprendices de armas fueron destitulados y el cuarto fue sostenido por el Persevante Athlone, un cargo creado en 1522.
El Ujier de la Orden fue el «Ujier de Armas nombrado el Bastón Negro». El Caballero Ujier Irlandés del Bastón Negro fue diferente al Oficial Inglés del mismo nombre, aunque, como su semejanza, tenía algunos deberes en la Cámara irlandesa de los Lores. (El último continúa sirviendo al Ujier en la Orden de la Liga y como Sargento de Armas de la Cámara de los Lores.) El puesto irlandés ha estado vacante desde 1933.
Los oficios de Secretario y Genealogista eran originalmente controlados por miembros de la Cámara de los Comunes irlandesa. El oficio de Secretario ha estado vacante desde 1926, y el de Genealogista quedó vacante en 1885, restaurado en 1889, pero nuevamente vacante en 1930.

### Miembros y cargos actuales
- Soberano: Carlos III
- Registrador y Rey de Armas: Robert Noel (Rey de Armas de Norroy y Úlster)

## Vestimentas y equipamientos

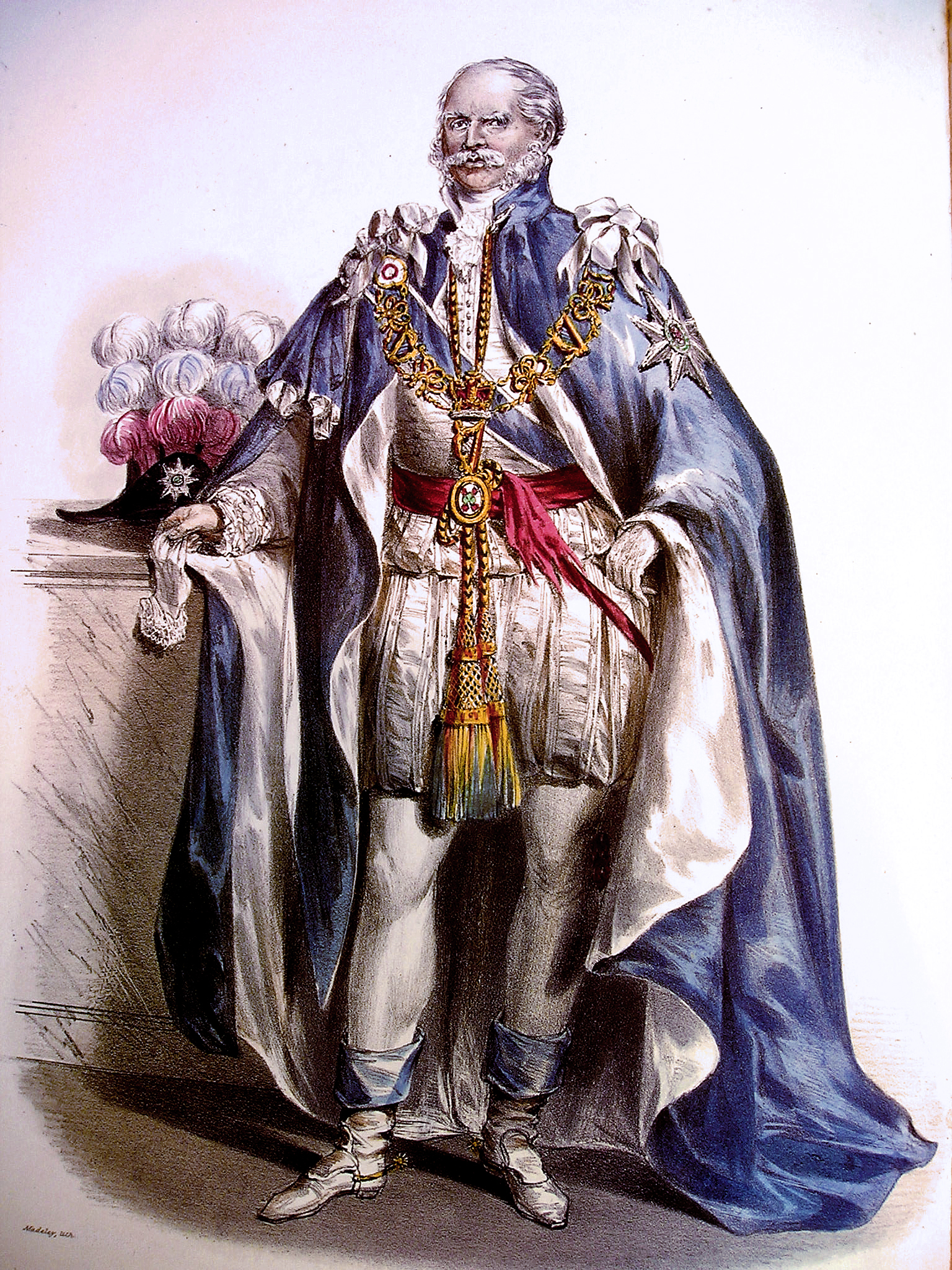
Ernesto Augusto I de Hannover con el manto de caballero de San Patricio.

Para ocasiones importantes, como las coronaciones e investiduras de nuevos miembros de la Orden, los caballeros de San Patricio usaban vestimentas elaboradas:
- El manto fue una seda azul celeste sobre un traje blanco. La estrella de la Orden (véase más abajo) se bordaba sobre la izquierda de la capa, que llevaba una capucha azul.[29]
- El sombrero fue originalmente de satén blanco, combinado con azul, pero se cambió por terciopelo negro por orden de Jorge IV. Contaba con tres plumas caídas, una roja, una blanca y una azul.[29]
- El collar era de oro y consistía en rosas Tudor y arpas unidas con nudos. Las dos rosas que formaban la rosa Tudor eran una esmaltada en blanco sobre rojo, y rojo sobre blanco. El arpa central, de la cual colgaba la medalla de la Orden, llevaba una corona real.[29]

También había un equipo más sencillo para otras ocasiones:
- La estrella de la Orden, una figura de ocho puntas, con los cuatro puntos cardinales más largos que los intermedios. Cada punto se mostraba como un racimo de rayos. En el centro estaba el mismo eslogan, año y diseño que aparecía en la medalla. La estrella se bordaba en la parte izquierda del pecho.
- La banda era una faja azul celeste que cruzaba el pecho, y que iba desde el hombro izquierdo a la parte derecha de la cadera.[30]

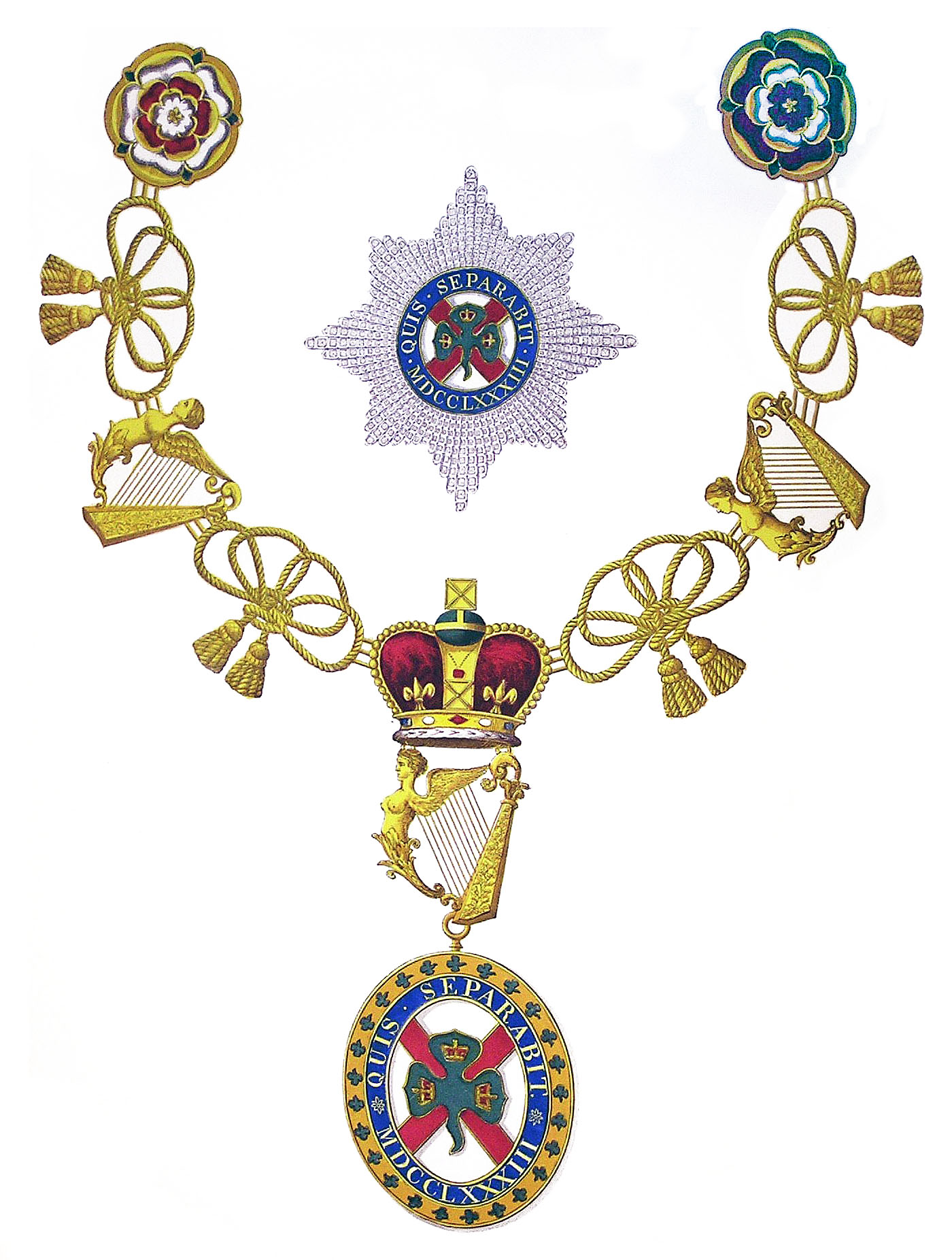
Insignia de un Caballero de la Orden.

- La medalla se fijaba a la banda cerca de la cadera o se colgaba del collar, cuando éste se llevaba. Hecha de oro, representa un trébol con tres coronas encima de la cruz de San Patricio y está rodeada por un círculo azul con el eslogan en mayúsculas, además de la fecha de la fundación de la Orden en números romanos ("MDCCLXXXIII").[30]

Las insignias del Gran Maestro tenían la misma forma y diseño que la de los caballeros. En 1831, sin embargo, Guillermo IV obsequió al Gran Maestro una estrella y una medalla hechas con rubíes, esmeraldas y diamantes brasileños, que se hicieron conocidas como las Joyas de la Corona Irlandesa. Estas, junto con cinco collares de caballeros, fueron robadas en 1907; no han sido recuperadas desde entonces.
Varios objetos pertenecientes a la Orden de San Patricio son exhibidos en museos en la República de Irlanda e Irlanda del Norte. Los trajes de Lucas Gerardo Dillon, 4to Barón Clonbrock, el 122.º Caballero de la Orden, están expuestos en el Museo Nacional de Irlanda, en Dublín; el traje perteneciente a Francisco Carlos Needham, 3.er Conde de Kilmorey es exhibido en el Museo Newry; La Galería Nacional y el Museo Genealógico de Dublín tienen estrellas de la Orden; y el Museo Nacional y las Galerías del Museo Úlster (en Irlanda del Norte) tienen una larga colección en exhibición y otras almacenadas. Los Guardias Irlandeses tomaron su estrella de chapa y eslogan de la Orden.

## Capilla y Juzgado

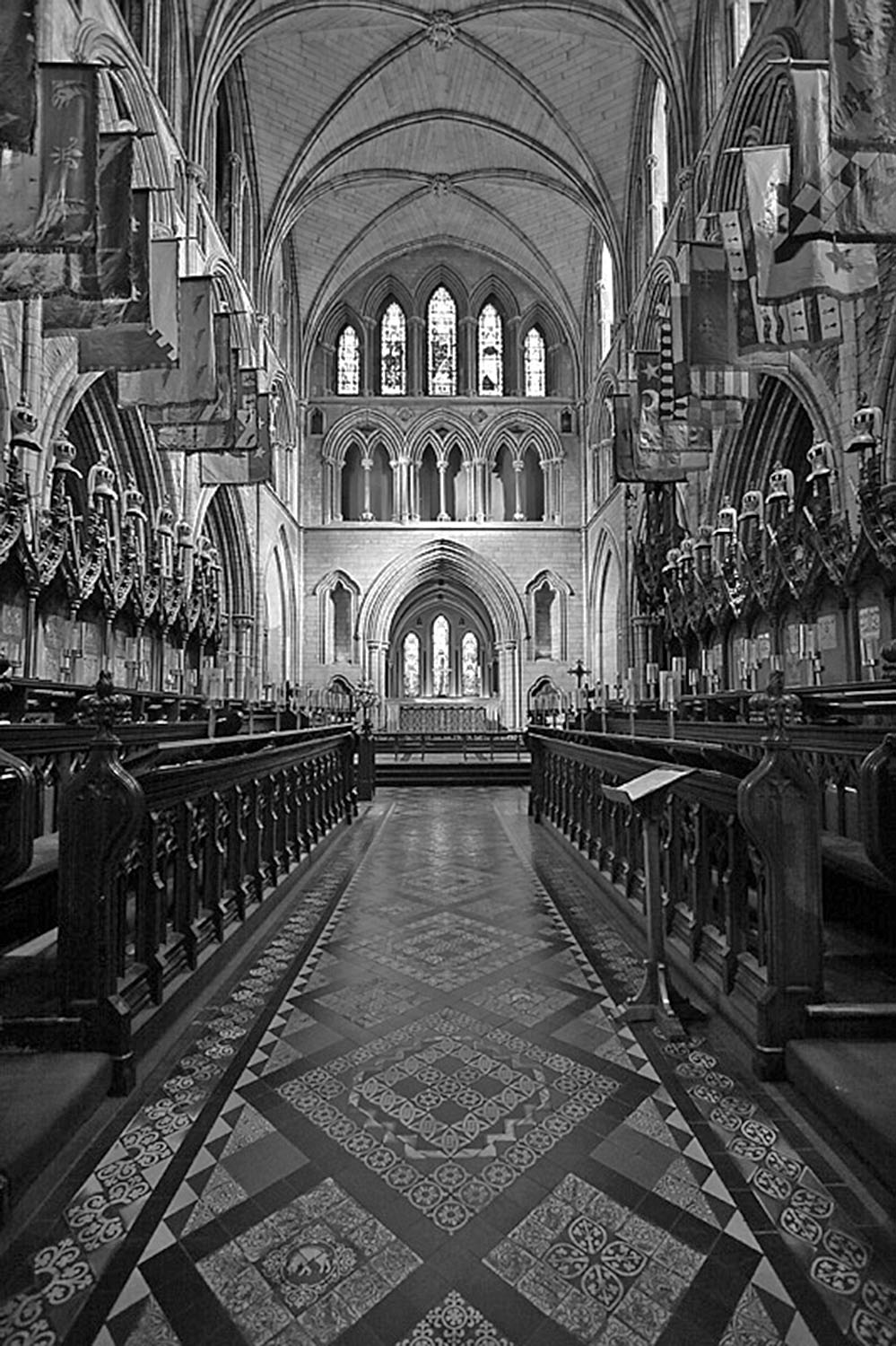
La Catedral de San Patricio fue la Capilla de la Orden.

La Capilla de la Orden fue originalmente la Catedral de San Patricio, en Dublín. A cada miembro de la Orden, incluyendo al Soberano, le fue asignado un puesto en el coro de la Capilla, con sus armas heráldicas expuestas. Colocado en el pináculo de cada puesto, había un yelmo decorado con un manto o una cresta. Sobre la cresta, se estampaba el blasón del caballero. En una escala considerablemente menor, se ponía una chapa de latón con el nombre del ocupante, sus armas y fecha de admisión. Cuando moría un Caballero, el cartel y la cresta eran reemplazadas por las de su sucesor. Tras el desestablecimiento de la Iglesia de Irlanda en 1871, la Capilla dejó de ser usada; el lugar de los caballeros fue conservado tras la petición de la Reina Victoria.
La Orden estuvo sin un hogar ceremonial hasta 1881 cuando se hicieron arreglos para exhibir los estandartes y paneles en el Gran Salón del Castillo de Dublín. Tras el establecimiento del Estado Libre Irlandés, los estandartes de los caballeros vivientes fueron retirados. Cuando el Salón fue redecorado en 1962, se decidió que dichos estandartes fuesen colocados. Los estandartes existentes fueron reparados o sustituidos por nuevos, y son estos los que permanecen hoy en día. El Salón, que fue renombrado como Salón de San Patricio por su asociación con la Orden, sirvió también como el Tribunal de la Orden. Hasta la suspensión de la Orden, las ceremonias de investidura se llevaron a cabo aquí, a menudo durante el Día de San Patricio, con un banquete para los Caballeros. El Salón de San Patricio es usado actualmente como lugar de inauguración del Presidente de Irlanda.
A diferencia de muchas de las otras órdenes británicas, las placas heráldicas (o paneles) no tienen un archivo completo de los Caballeros de la Orden. Solamente hay 34 placas heráldicas para los más o menos 80 caballeros designados antes de 1871, (aunque algunas fueron destruidas en un incendio en 1940), y 40 paneles para los 60 caballeros designados posteriormente. En el caso de las placas heráldicas esto fue quizás debido a su tamaño, 30x36 cm.

## Precedencia y Privilegios

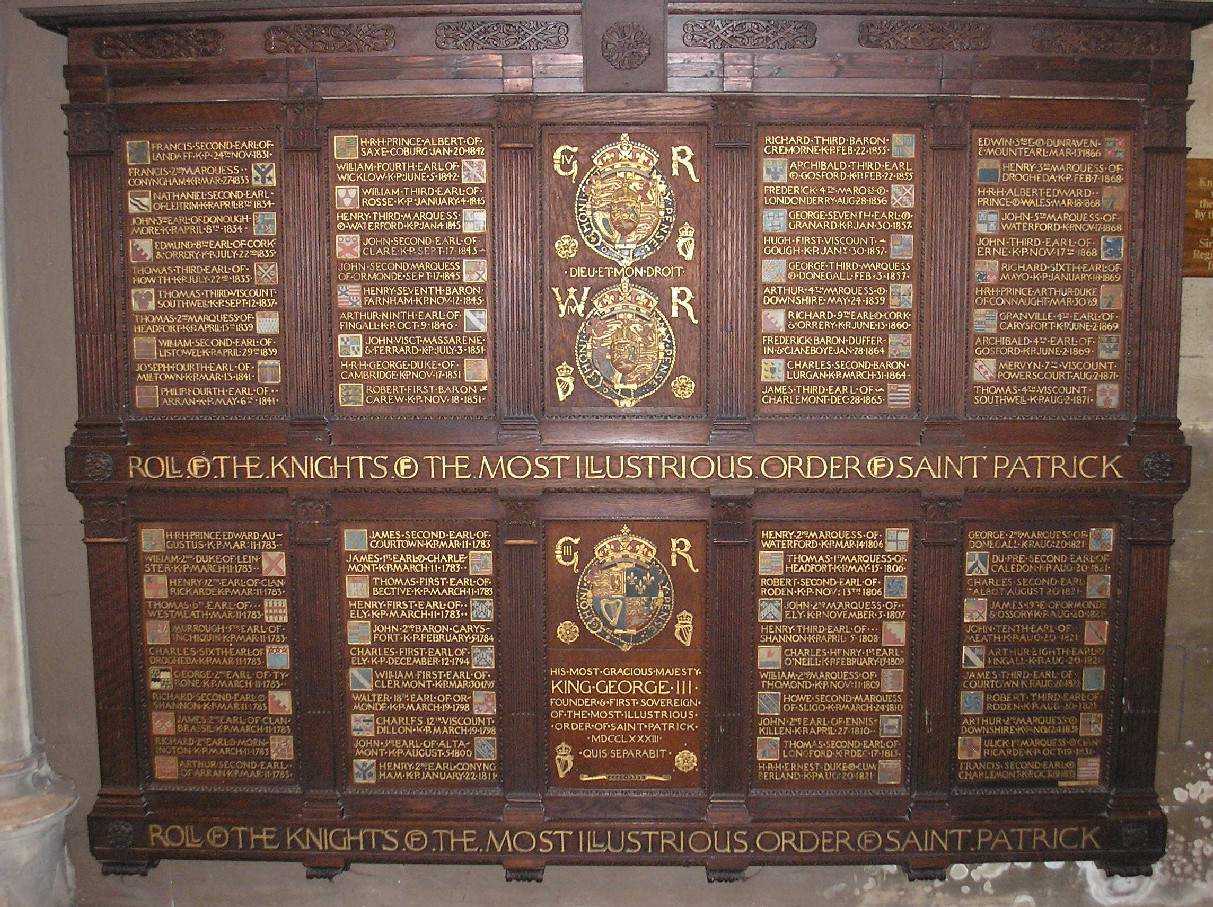
Un panel recordando a algunos miembros de la Orden de San Patricio en la Catedral de San Patricio, en Dublín.

Desde que los miembros de la Orden eran requeridos para ser caballeros, y en práctica alcanzaran un rango mayor, muchos de los privilegios de la asociación eran discutibles. Como caballeros podían poner el prefijo de «Señor» a sus nombres, pero la forma nunca se usaba en los discursos, debido a que se referían a ellos por sus títulos nobiliarios. Les fueron asignadas posiciones en la orden de precedencia, pero tenían posiciones más altas en virtud de sus títulos.
Los Caballeros usaron las letras posnominales «KP». Cuando a un individuo se le daba el derecho de usar múltiples letras posnominales, KP aparecía antes de todas las otras, excepto «Bt» (Baronet), «VC» (Cruz Victoria), «GC» (Cruz Jorge), «KG» (Caballero de la Orden de la Jarretera) y «KT» (Caballero de la Orden del Cardo).
Los Caballeros también podían utilizar en sus brazos una representación del anillo (un círculo azul que tenía el eslogan) y del collar. La insignia se llevaba suspendida del collar. Los Caballeros también fueron autorizados a usar tenantes heráldicos (en la heráldica, los tenantes son las figuras que se colocan a ambos lados del escudo y lo mantienen en alto). Este gran privilegio fue, y es, sólo compartido por miembros de la Familia Real, Lords, Caballeros y Damas de la Liga, Caballeros y Damas del Cardo, Caballeros y Damas de la Cruz Magnífica y Caballeros Grandes Comandantes de las órdenes menores. (Por supuesto, los Caballeros de San Patricio, que eran miembros de la Familia Real o Lores, ya tenían ese derecho).